# Берикшир

Шотландское графство Берикшир

Город Берик и окрестности, отошедшие к Англии

Берикшир (англ. Berwickshire, гэльск. Siorrachd Bhearaig, скотс Coonty o Barwick) — историческое графство в Шотландии и Северной Англии.
В конце Х — начале XI вв территория между реками Форт и Твид перешла под контроль Шотландии.
Первые упоминания о Берикшире датируются годами правления Давида Святого (1124-1153 гг), когда тот сделал Берик королевским бургом. Графство занимало территорию города Берик-апон-Туид и сельскую местность к северо-западу от него.
Берик-апон-Туид был столицей графства до 1482 года. После Английского похода город и небольшая территория вокруг него перешла под контроль Англии. Оставшаяся часть Берикшира осталась шотландской. Столичные функции первоначально были разделены между Дунсом и Лодером до 1596 года, когда Яков VI объявил столицей Гринло. В 1661 году главным городом опять стал Дунс, но в 1696 году столицей снова стал Гринло.
Как шотландское графство, Берикшир существовал до 1975 года, когда был включён в район Скоттиш-Бордерс, в 1996 году ставший одним из округов Шотландии.
Город Берик-апон-Туид и окрестности, отошедшие в 1482 году в к Англии, являются частью графства Нортамберленд.